# Alejandra Gulla
Alejandra Gulla (Lomas de Zamora, el 4 de julio de 1977) es una exjugadora argentina de hockey sobre césped que se desempeñó como delantera de Las Leonas, la Selección nacional. Es la máxima goleadora de ese equipo con 150 goles. Obtuvo tres medallas de oro en los Juegos Panamericanos (1999, 2003, 2007) y dos medallas olímpicas en los Juegos Olímpicos de Atenas 2004 y Beijing 2008. En 2001, 2008, 2009 y 2010 ganó el Champions Trophy, en 2001 y 2004 fue campeona panamericana y en 2010 Campeona del Mundo.
Desde 1999, integró la Selección argentina. Perteneció al Club Lomas Athletic, de Lomas de Zamora. Con su club, ganó siete de los diez campeonatos metropolitanos disputados entre 1999 y 2008 (1999, 2000, 2001, 2003, 2004, 2006 y 2007).

## Logros personales
- 2008 - Integrante del Equipo de las Estrellas de la Federación Internacional de Hockey.
- 2010 - Goleadora histórica de Las Leonas.

## Títulos
Selección Nacional
- 1997 - Panamericano Junior - Santiago -Chile - 1º PUESTO
- 1997 - Mundial Junior - Seongnam - Corea - 3º PUESTO
- 1998 - Mundial Mayor Utrecht - Holanda - 4º PUESTO
- 1999 - Champions Trophy - Brisbane - Australia - 4º PUESTO
- 1999 - Juegos Panamericanos - Winnipeg - Canadá - 1º. PUESTO
- 2001 - Copa de las Américas - Kingston - Jamaica - 1º PUESTO
- 2001 - Champions Trophy - Amstelveen - Holanda - 1º PUESTO
- 2003 - Juegos Panamericanos - Santo Domingo - República Dominicana - 1º PUESTO
- 2003 - Champions Trophy - Sídney - Australia -- 4º PUESTO
- 2004 - Copa de las Américas – Barbados – 1º. PUESTO
- 2004 - Juegos Olímpicos - Atenas - Grecia - 3º PUESTO
- 2004 - Champiosn Trophy - Rosario - Argentina - 3º PUESTO
- 2005 - Champions Trophy - Camberra - Australia - 4º PUESTO
- 2006 - Champions Trophy - Amstelveen - Holanda - 4º PUESTO
- 2006 - Copa del Mundo - Madrid - España - 3º PUESTO
- 2007 - Juegos Panamericanos - Río de Janeiro - Brasil - 1º PUESTO
- 2008 - Champions Trophy - Monchengladbach - ALemania - 1º PUESTO
- 2008 - Juegos Olímpicos - Pekín - China - 3º PUESTO
- 2009 - Torneo Cuatro Naciones - Sudáfrica - 2º PUESTO
- 2009 - Champions Trophy - Sídney - Australia - 1º PUESTO
- 2010 - Rabo Trophy - Holanda - 1º PUESTO
- 2010 - Torneo Cuatro Naciones - Mendoza - Argentina - 1º PUESTO
- 2010 - Champions Trophy - Nottingham - Inglaterra - 1º PUESTO
- 2010 - Copa del Mundo - Rosario - Argentina - 1º PUESTO